# Скривена Лука
Скривена Лука је насељено место у саставу општине Ластово, на острву Ластову, Дубровачко-неретванска жупанија, Република Хрватска.

## Географски положај
Скривена Лука је мало насеље на обали залива који се налази између полуострва Струга и Стражица, а који је због конфигурације терена немогуће видети са отвореног мора. На полуострву Струга се налази борова шума на чијем крају је светионик. Изграђен је 1839. године и један је од најстаријих светионика на Јадранском мору. Скривена Лука је добро место за сидриште, јер је добро скривено и заштићено од јаких ветрова и таласа са отвореног мора. Насеље је путем дугим 7,5 км повезано са центром општине.

## Историја
До територијалне реорганизације у Хрватској налазила се у саставу старе општине Ластово.

## Становништво
На попису становништва 2011. године, Скривена Лука је имала 33 становника.
| Број становника по пописима | Број становника по пописима | Број становника по пописима | Број становника по пописима | Број становника по пописима | Број становника по пописима | Број становника по пописима | Број становника по пописима | Број становника по пописима | Број становника по пописима | Број становника по пописима | Број становника по пописима | Број становника по пописима | Број становника по пописима | Број становника по пописима | Број становника по пописима |
| --------------------------- | --------------------------- | --------------------------- | --------------------------- | --------------------------- | --------------------------- | --------------------------- | --------------------------- | --------------------------- | --------------------------- | --------------------------- | --------------------------- | --------------------------- | --------------------------- | --------------------------- | --------------------------- |
| 1857                        | 1869                        | 1880                        | 1890                        | 1900                        | 1910                        | 1921                        | 1931                        | 1948                        | 1953                        | 1961                        | 1971                        | 1981                        | 1991                        | 2001                        | 2011                        |
| 0                           | 0                           | 0                           | 0                           | 0                           | 18                          | 0                           | 0                           | 9                           | 14                          | 3                           | 12                          | 18                          | 20                          | 18                          | 33                          |

Напомена: Исказује се као насеље од 1953. Ранији подаци исказани од 1910. до 1948. односе се на део насеља Рт Струга. У 1921. и 1931. подаци су садржани у насељу Ластово.

### Попис1991.
На попису становништва 1991. године, насељено место Скривена Лука је имало 20 становника, следећег националног састава:
| Попис 1991.‍ | Попис 1991.‍ | Попис 1991.‍ | Попис 1991.‍ | Попис 1991.‍ |
| ----------- | ----------- | ----------- | ----------- | ----------- |
|             |             |             |             |             |
| Хрвати      | Хрвати      |             | 17          | 85,00%      |
| Срби        | Срби        |             | 3           | 15,00%      |
| укупно: 20  |             |             |             |             |